# Daugi
Daugi (lit. Daugai) – miasto na Litwie, w okręgu olickim, w rejonie olickim, siedziba administracyjna gminy Daugi. W 2011 roku liczyło 1170 mieszkańców.